# Ботенево (Алтайский край)
Ботенево — упразднённый посёлок в Поспелихинском районе Алтайского края. На момент упразднения входил в состав Борковского сельсовета. Исключен из учётных данных в 1981 году.

## География
Располагался в приблизительно в 4 километрах (по прямой) к северо-западу от поселка Хлебороб.

## История
Основан в 1921 г. В 1928 году состоял из 81 хозяйства. В административном отношении входил в состав Солоновского сельсовета Поспелихинского района Рубцовского округа Сибирского края.
Решением АКИК от 28.05.1981 года №194 посёлок исключен из учётных данных.

## Население
По данным переписи 1926 года в посёлке проживало 463 человека (245 мужчин и 218 женщин), основное население — русские.